# Stabilimento Stellantis di Orano
Lo stabilimento Stellantis di Orano è una fabbrica che produce automobili a Tafraoui nella provincia di Orano, attualmente gestita da Stellantis. Questa fabbrica produce vari modelli Fiat, tra cui la 500 Hybrid.

## Storia
Inaugurato ufficialmente nel dicembre 2023, lo stabilimento è frutto di un accordo firmato nell’ottobre 2022 tra Stellantis e l’agenzia algerina per la promozione degli investimenti con l'obiettivo di rafforzare la presenza del marchio Fiat nel mercato africano e mediorientale.
Il lancio ufficiale del marchio Fiat in Algeria è avvenuto nel marzo 2023, con la presentazione di sei modelli destinati al mercato locale: Fiat 500 Hybrid, Fiat 500X, Fiat Tipo, Doblò, Scudo e Ducato. A pochi mesi di distanza, è iniziata la produzione dalla Fiat 500 Hybrid. Tale modello ha riscosso un immediato successo tra i consumatori, tanto che nel novembre 2024 Fiat è stata costretta a sospendere temporaneamente i nuovi ordini a causa dell’elevata domanda.
Con l’obiettivo di rispondere a questa crescente richiesta e di aumentare l’integrazione locale della produzione, nel 2025 sono stati avviati importanti lavori di ampliamento dello stabilimento. Questi lavori mirano a trasformare l’impianto in una struttura capace di operare in modalità CKD (Completely Knocked Down), includendo internamente le fasi di lastratura e verniciatura. Una volta completata l’espansione, prevista entro il 2026, la capacità produttiva raggiungerà i 90.000 veicoli all’anno.

## Automobili prodotte

### Auto in produzione
| Foto | Marca | Modello      | Inizio produzione |
| ---- | ----- | ------------ | ----------------- |
|      | Fiat  | 500          | 2023              |
|      | Fiat  | Doblò        | 2024              |
|      | Fiat  | Grande Panda | 2025              |